# کووز
1 = 250px
کووزlatitudeکووزlongitudeکووز
کووز (به انگلیسی: Cowes) یک منطقهٔ مسکونی در انگلستان است که در جنوب شرقی انگلستان واقع شده‌است.

## خصوصیات
کووز ۹٬۶۶۳ نفر جمعیت دارد.